# Gesneria
Gesneria is een geslacht van vlinders van de familie grasmotten (Crambidae), uit de onderfamilie Scopariinae.

## Soorten
- G. centuriella (Denis & Schiffermüller, 1775)
- G. rindgeorum Munroe, 1972